# Gun X Sword
Gun X Sword est un anime de 26 épisodes réalisé par Gorō Taniguchi, dont le premier épisode est sorti le 4 juillet 2005. On ne doit pas prononcer le X quand on parle de la série, il faut dire seulement « Gun Sword ».

## Histoire
Gun X Sword est l'histoire d'un homme : Van, qui est à la recherche d'un mystérieux homme avec une main artificielle qui a des griffes. Cet homme a tué sa fiancée le jour de leur mariage. Gun X Sword, c'est aussi l'histoire de Wendy, une jeune fille que Van rencontre au début de la série alors qu'elle se fait attaquer par des voyous. Cette jeune fille est à la recherche de son frère qui lui, on l'apprendra un peu plus tard au cours de l'histoire, est parti avec l'homme que Van recherche.

## Personnages
- Van : Van est le héros de l'histoire. Ou plutôt l'antihéros. Il est de nature égoïste, renfermée, paresseuse, nonchalante… Bref, il a tout d'un gentleman raffiné… Mais, il ne faut pas se fier aux apparences: c'est un combattant aguerri dont le corps a été modifié pour contrôler l'une des sept armures Originelles. Il manie une épée spéciale qui peut devenir molle (et joue ainsi le rôle de ceinturon) et qui sert également à appeler son armure. Son but dans la vie est simple : retrouver et tuer l'homme qui a sauvagement assassiné sa fiancée le jour de leur mariage. Le seul indice qu'il ait : l'homme en question possède une griffe de métal à la place du bras droit…
- Wendy Garett : Jeune fille native d'Evergreen, Van la rencontre dans le tout premier épisode, alors qu'elle se fait abattre (semble-t-il…) sous ses yeux. Après avoir aidé Van à sauver la ville, elle le suivra dans ses aventures afin qu'il l'aide à retrouver son frère Michaël enlevé par (l'homme à la griffe de métal). Elle ne possède de lui que son pistolet, ayant une balle en réserve, qu'il lui avait donné le matin de sa disparition. Malgré son jeune âge, c'est une personne très mature qui est toujours là pour soutenir Van moralement. Dévouée à ses amis, elle fera tout pour leur venir en aide chaque fois que ce sera nécessaire. Elle déteste être traitée comme une enfant. Son animal de compagnie est une tortue unique au monde que l'on trouve uniquement à Evergreen : Kaméo (ou Kame-ho, littéralement, le Roi des tortues, en japonais).
- Carol Mendosa : son surnom est « Carmen 99 » (vous comprendrez vite pourquoi en jaugeant son tour de poitrine…). Elle est agent de renseignement, ce qui est une appellation assez longue pour dire qu'elle peut choper des infos sur tout et n'importe quoi (ou qui) du moment que le client ouvre son portefeuille (bien garni, cela va de soi…). Egoïste et fière de l'être, c'est une vieille connaissance de Van. Elle aime le luxe, l'argent (en gros, tout ce qui brille), embêter Van à propos de n'importe quoi et comparer son tour de poitrine à celui de Wendy. C'est une amie fidèle qui développera à l'égard de Van des sentiments plus forts qu'une simple amitié.
- Yukiko : Tenancière du restaurant « Pink Amigo », elle l'a repris à la mort de sa grand-mère, leader d'un groupe local de pilotes d'armures du genre super robot. Elle bride son rêve de parcourir librement le monde car elle ne veut pas que son restaurant dépérisse. Elle finira par l'abandonner pour suivre ses amis autour du monde et venir en aide à Van et sa troupe.
- Nelo, Carlos, José et Pablo : Les quatre membres restants de l'équipe super robot de la série. Ils contrôlent le super robot El Dorado qui était autrefois dirigé par la grand-mère de Yukiko. Après de nombreuses péripéties, ils rejoindront Van dans sa recherche de l'homme aux griffes.
- Ray Langlen : Rival de Van dans la quête de l'homme aux griffes (qu'il souhaite également tuer). Son caractère est l'exact contraire de celui de Van. Les deux hommes, du reste, ne s'apprécient guère. Ray est un redoutable combattant, et dispose d'un mecha puissant. Il a un petit frère, prénommé Joshua.
- Joshua Langlen : Petit frère (13-14 ans environ) de Ray Langlen. Il désapprouve la conduite de son aîné, et prend donc le parti de Van (qu'il a rencontré par hasard). Une décision confortée par les sentiments qu'il ne tarde pas à éprouver pour Wendy (qui accompagne Van). Malheureusement, ses bavardages incessants et sa naïveté ont tendance à énerver Van, qui cherche constamment à se débarrasser de son encombrante présence.
- L'homme à la griffe : Ennemi mortel de Van dont il a tué la fiancée. Il s'avère être à la tête d'une organisation secrète aux projets effarants (destruction de la planète). Van devra donc mettre de côté son ressentiment pour agir en fonction de l'intérêt général… L'homme à la griffe est complexé et ambigu: il contrôle ses hommes (dont Michaël) en parvenant à leur faire croire que ses projets sont utiles à l'humanité, et qu'il représente donc le Bien. Que lui-même souscrive à ce point de vue est loin d'être certain (voir une scène du dernier épisode où, marchant seul dans un couloir, il tombe son éternel sourire bienveillant au profit d'un rictus haineux…), ce qui en fait un monstre de manipulation.
- Michaël Garett : Frère de Wendy. Enlevé par l'homme à la griffe, il est très vite victime du « syndrome de Stockholm », et se met au service des projets maléfiques de son ravisseur, au grand dam de sa sœur.

## Doublage
| Personnages    | Voix japonaises  | Voix françaises     |
| -------------- | ---------------- | ------------------- |
| Wendy Gallet   | Houko Kuwashima  | Aaricia Dubois      |
| Ray Langlen    | Takahiro Sakurai | Christophe Hespel   |
| Van            | Takanori Hoshino | Erwin Grunspan      |
| Carmen99       | Kikuko Inoue     | Mélanie Dermont     |
| Yukiko Stevens | Satsuki Yukino   | Alice Ley           |
| Joshua Langlen | Junko Noda       | Circé Lethem        |
| Priscilla      | Saeko Chiba      | Claire Tefnin       |
| Barrio         | Katsuhisa Hōki   | Jean-Marc Delhausse |
| Fasalina       | Masayo Kurata    | Maia Baran          |
| Nero           | Masaharu Satō    | Martin Spinhayer    |
| Michael Gallet | Sōichirō Hoshi   | Tristan Schotte     |
| Viviane        | Mariko Kouda     | Julie Basecqz       |
| Gadved         | Kazuhiko Kishino | Jean-Michel Vovk    |

## Licence
La série est licenciée en France par la société Dybex. Le premier DVD contenant les 5 premiers épisodes est sortie le 27 novembre 2007. Un coffret contenant l'intégrale de la série est sorti en septembre 2008.